# Andrea Alciato

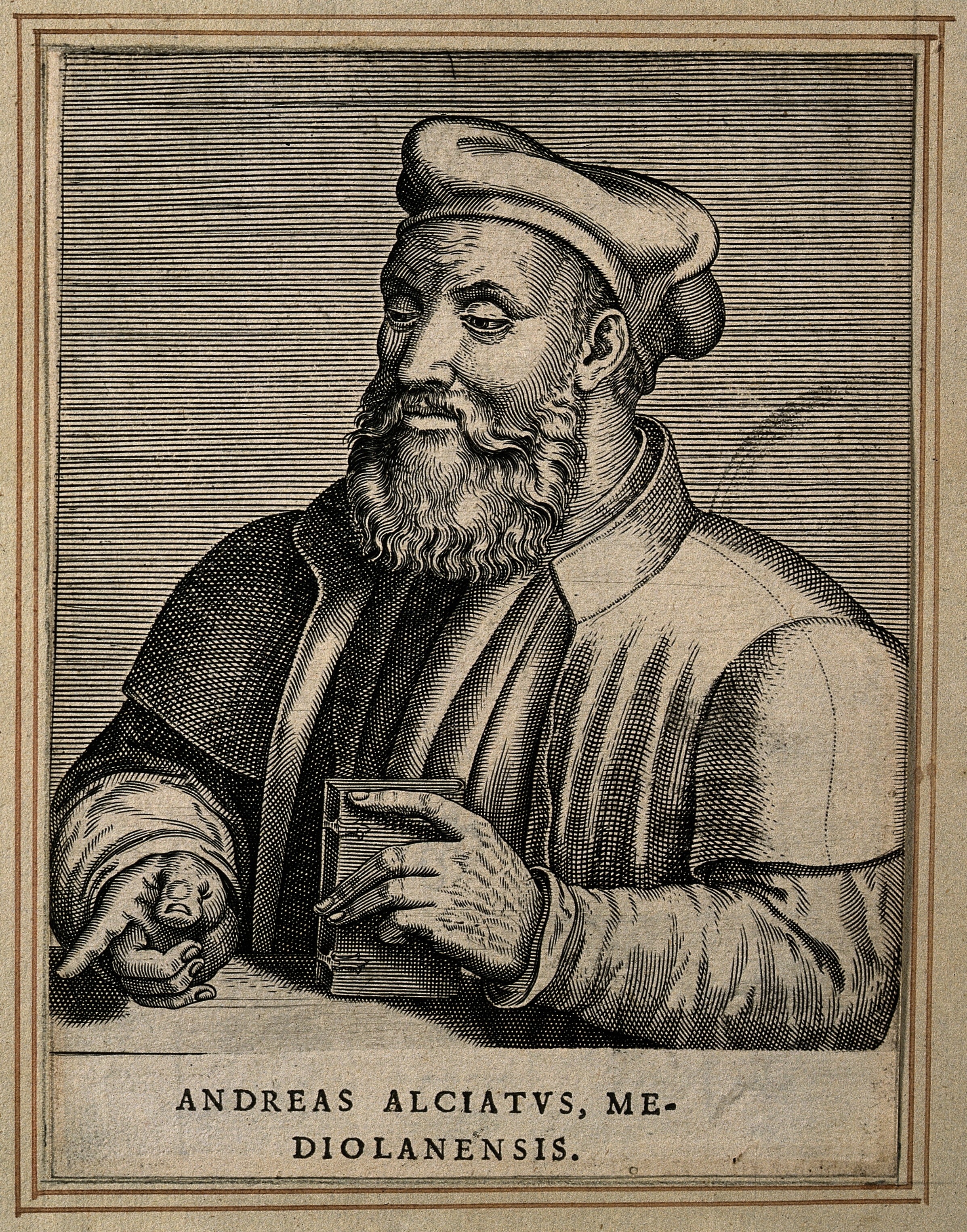
Andreas Alciatvs, Mediolanensis.

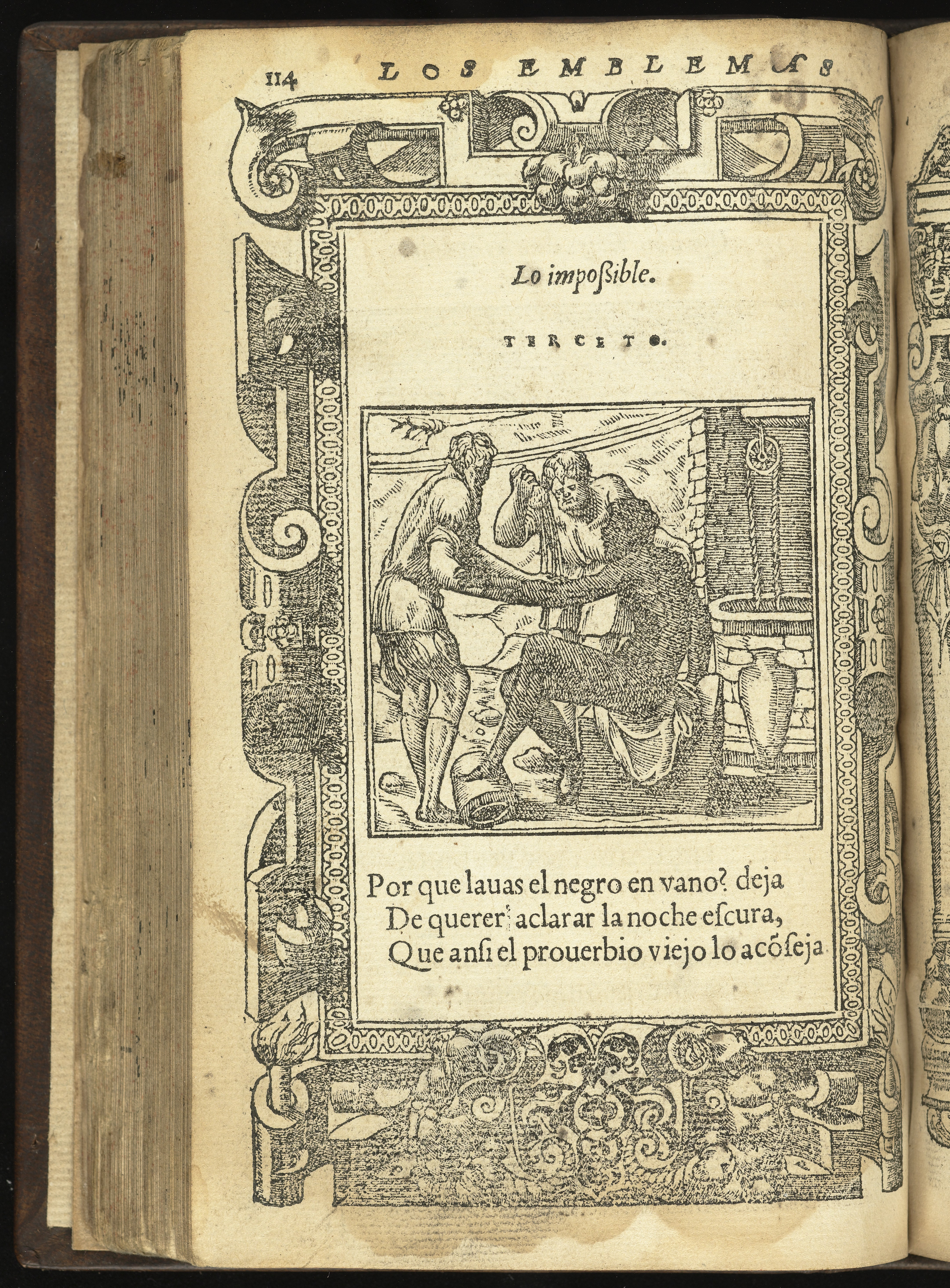
Los Emblemas de Alciato - Traducidos en rhimas Españolas ... 1549.

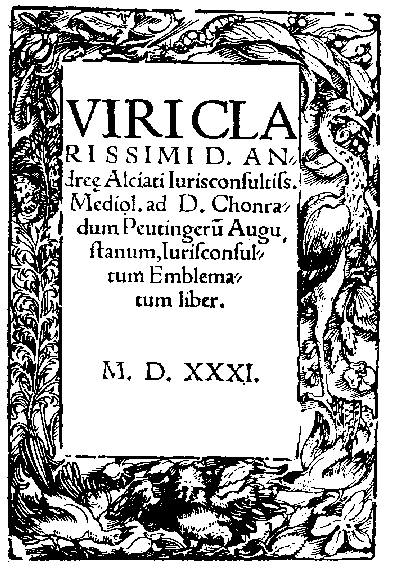
Portada de Los Emblemas (1531).

Andrea Alciato o Alciati ( Alzano, Milán, 1492 – Pavía, 1550) fue un moralista, jurista y escritor humanista italiano.

## Vida y obra
Alciato se trasladó a Francia a principios del siglo XVI, donde comenzó a ser conocido por su actividad como jurista. Versado también en Historia, conocedor de varias lenguas, entre las que destacan el griego y el latín, y la literatura de la antigüedad grecolatina. Procedió con criterios críticos al examen de los textos legales, a partir de las lenguas originales. Asimismo hizo estudios sobre Tácito. 
Pero sobre todo es valorado Alciato por la publicación de sus Emblemas (1531), difundido en numerosísimas ediciones. Esta colección de emblemas, constituidos por un lema o mote, una imagen alegórica o pictura y un epigrama que servía de glosa y comentario, creó un género nuevo en el mundo occidental, el del emblema.

## Obra
- Annotationes in tres libros Codicis, 1515
- D. Andreae Alciati iurecons. Clarissimi De verborum significatione libri quattuor, Lugduni, S. Gryphius, 1530
- Emblematum liber, Augsburgo, 1531 (versión definitiva, autorizada por el autor con todos sus emblemas: Emblemata, Lyon, 1550).
- Andreae Alciati Mediolanensis, jureconsulti clariss. Parergon juris libri tres. Cum singulorum capitum Argumentis, ac vocabulorum, rerum, autoritatum, & locorum indice locupletissimo, Lugduni apud Sebastianum Gryphium, 1538
- Juris libri tres, Lugduni, haered. S. Vincentii, 1538
- Opera omnia, Basilea, 1546-49
- De formula Romani Imperii, 1559, editio princeps
- Rerum Patriae, seu Historiae Mediolanensis Libri IV, su historia de Milán, escrito entre 1504 a 1505, publicado póstumamente en Milán, 1625

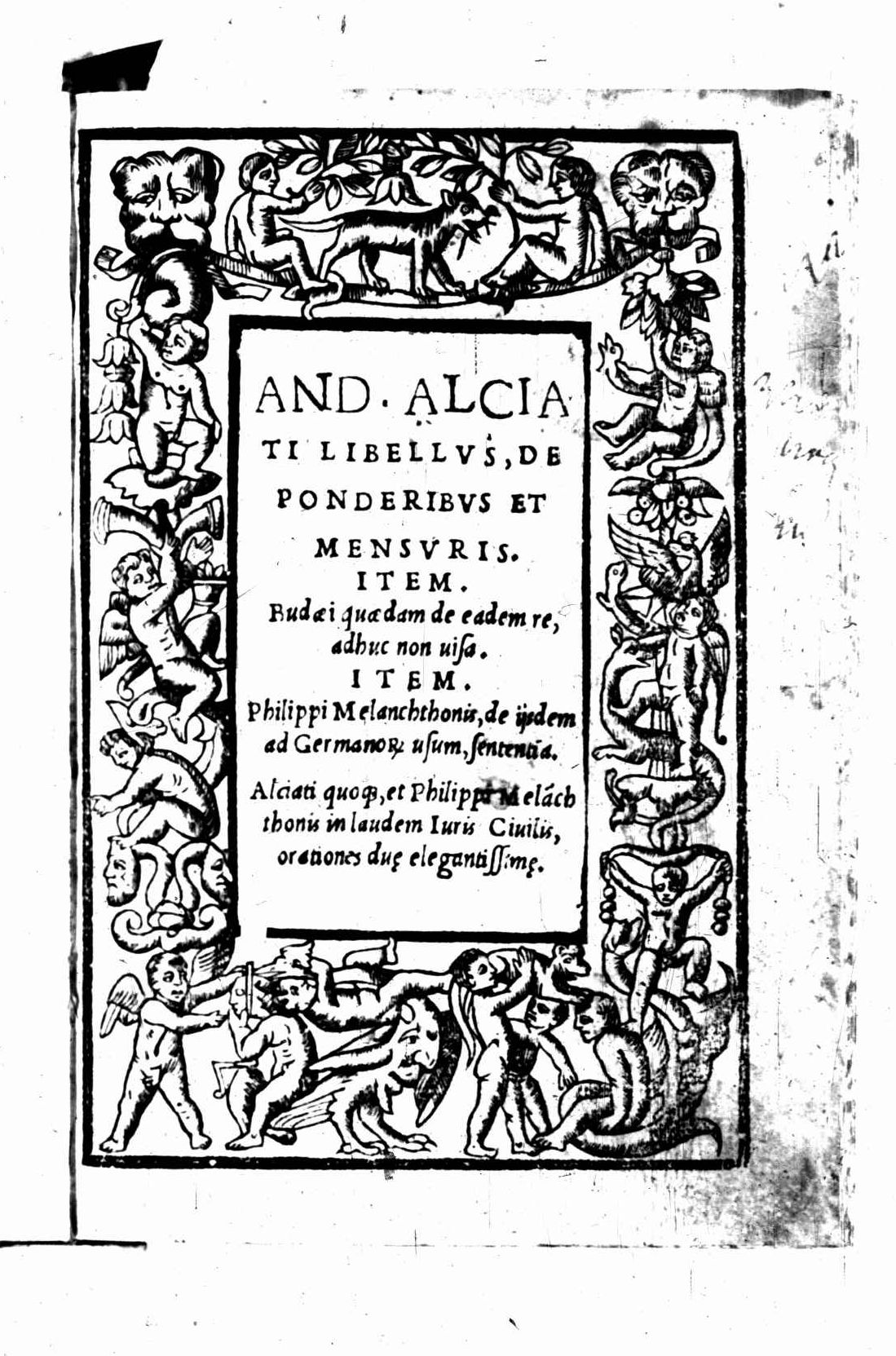
De ponderibus et mensuris, 1532
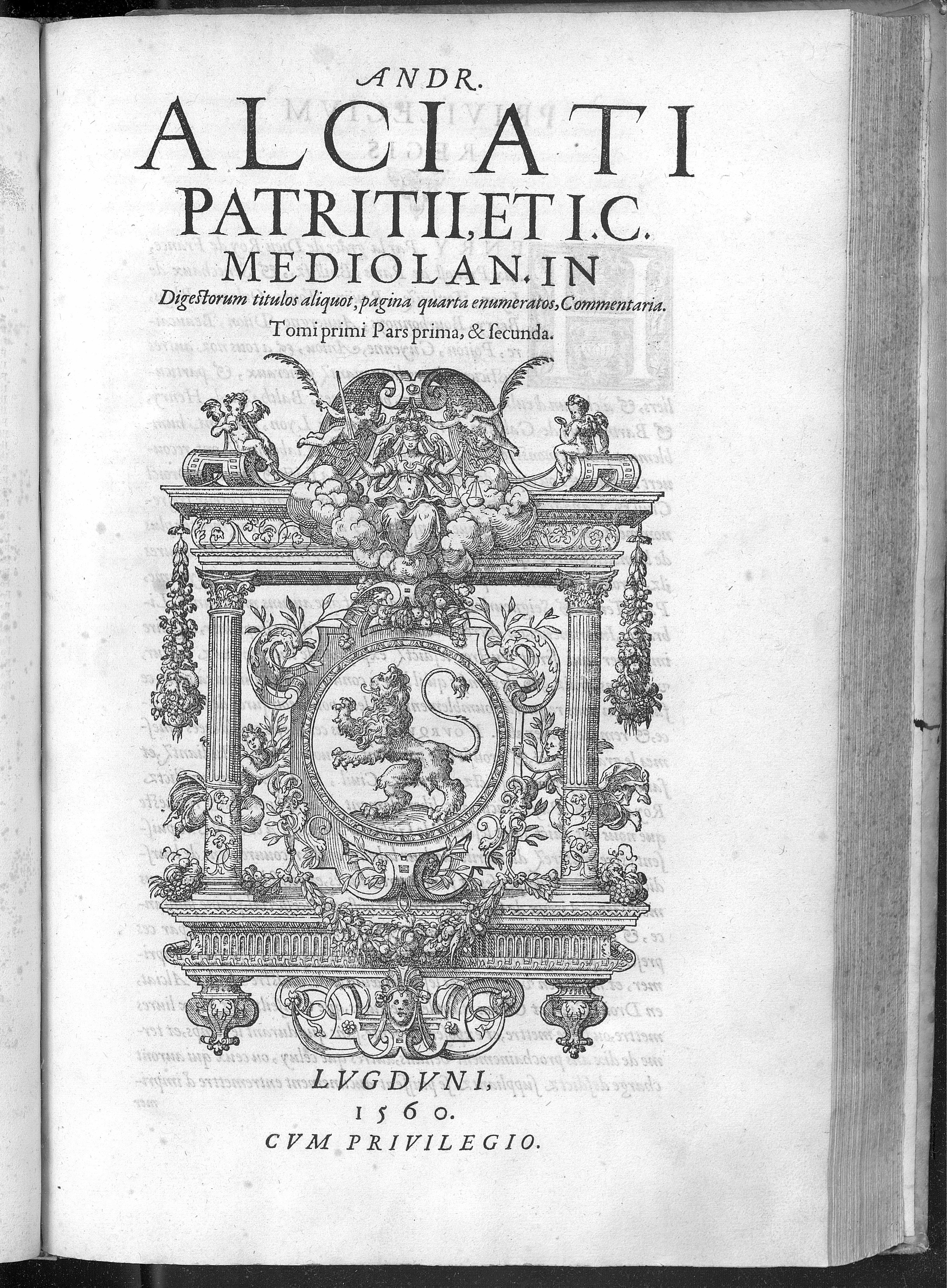
In Digestorum titulos aliquot commentaria, 1560